# Amphinemura gressitti
Amphinemura gressitti är en bäcksländeart som beskrevs av Kawai 1969. Amphinemura gressitti ingår i släktet Amphinemura och familjen kryssbäcksländor. Inga underarter finns listade i Catalogue of Life.